# ديبي واتسون
ديبي واتسون (بالإنجليزية: Debbie Watson) هي ممثلة أمريكية، ولدت في 17 يناير 1949 في الولايات المتحدة.

## وصلات خارجية
- ديبي واتسون على موقع IMDb (الإنجليزية)
- ديبي واتسون على موقع أول موفي (الإنجليزية)
- ديبي واتسون على موقع قاعدة بيانات الفيلم (الإنجليزية)